# Tala’vision
Tala’vision (arabisch تالافيزيون) ist ein Kurzspielfilm von Murad Abu Eisheh aus dem Jahr 2021. Das 28-minütige Drama stellt ein fußballbegeistertes Mädchen im syrischen Kriegsgebiet in den Mittelpunkt, das nach dem Verlust ihres Fernsehgeräts heimlich einen Ersatzapparat von der Straße stiehlt, mit ungeahnten Konsequenzen.
Die deutsch-jordanische Koproduktion wurde im Januar 2021 beim 42. Filmfestival Max Ophüls Preis uraufgeführt und erhielt dort den Jury- und Publikumspreis im Wettbewerb Mittellanger Film.

## Handlung
Syrien, zur Zeit des Bürgerkriegs: Die achtjährige Tala ist ein großer Fan des Fußballspielers Lionel Messi. In ihrem vom Krieg geprägten Alltag verfolgt sie dessen Spiele gebannt über den heimischen Fernseher. Als die Terrororganisation Islamischer Staat (ISIS) der Bevölkerung den Besitz von Fernsehgeräten verbietet, wirft ihr alleinerziehender Vater Taher aus Vorsicht den Apparat aus dem Fenster. Während Taher tagsüber die verbarrikadierte, halbzerstörte Wohnung verlässt, um mit dem Auto zu seinem Ladengeschäft zu fahren, ist es Tala streng untersagt, das Zuhause zu verlassen. Regelmäßig sieht der Nachbar Majed nach ihr, mit dessen krankem Sohn Ahmad sie Briefe austauscht.
Aus Langeweile beobachtet Tala die wenigen Menschen auf der Straße, darunter ein fußballspielender Junge, der sie aufgrund ihres Geschlechts beleidigt. Ihre Versuche, allein in der Wohnung Fußball zu spielen, stellt sie ein, nachdem sie mit dem Ball den Kronleuchter getroffen hat. In der Nacht kommt Taher zurück und schneidet ihr die Haare kurz, während nahendes Artilleriefeuer zu hören ist. Auch liest er ihr aus einem mitgebrachten englischsprachigen Fußballmagazin vor, dass Messi so schnell wie der Wind sei. Am nächsten Tag setzt sich Tala über das Verbot ihres Vaters hinweg und stiehlt ein abgestelltes Fernsehgerät von der Straße. Sie versteckt den Apparat im zerstörten Badezimmer und guckt heimlich unter aufgehängter Kleidung Fußball.
Eines Nachts erwischen Taher und Tala Majed in ihrer Wohnung, als er das Geld der Familie stehlen will. Er rechtfertigt sich damit, dass sein Sohn im Sterben liege und droht Taher wegen des Fernsehers an den Islamischen Staat zu verraten. Taher wirft Majed aus der Wohnung und versucht Tala zu beruhigen. Als er den Apparat im Badezimmer entdeckt, will er mit Tala im Auto flüchten. Der Motor springt aber nicht an. Während die Kämpfe auch ihr Viertel erreichen, bittet Taher seine Tochter darum, so schnell wie Messi zu laufen. Er selbst bleibt zurück. Tala gelingt es, in der Dunkelheit zu fliehen. In Sicherheit ruft sie laut nach ihrem Vater.

## Entstehungsgeschichte
Der Filmemacher Murad Abu Eisheh gab an, er habe an der jordanisch-syrischen Grenze gearbeitet, als er ein kleines Mädchen bemerkte, das allein dem Menschenstrom in sein sicheres Heimatland folgte. Ihr Gesicht sei ihm in Erinnerung geblieben. Jahre später las er davon, dass der Islamische Staat der Bevölkerung den Besitz von Fernsehgeräten verboten hätte. Diese beiden Bilder seien in seinem Kopf haften geblieben. Den Fußball nutzte er als Motiv, um den Gender-Stereotyp auszuhebeln. Der Titel ist ein Wortspiel aus dem Vornamen der Hauptfigur und dem englischsprachigen Begriff „Vision“ (dt.: Vorstellung). Laut dem Regisseur würden arabische Kinder das englischsprachige Wort für Fernsehen, Television, wie „Talavision“ aussprechen.
Abu Eisheh arbeitete bei den Dreharbeiten das erste Mal in seiner Filmlaufbahn mit einem Kind zusammen. Die 7-jährige Hauptdarstellerin Aesha Balasem, ebenfalls ein Flüchtling, gab mit Tala’vision ihr Filmdebüt und hatte noch nie vor einer Kamera gestanden. Dieser Umstand habe anfangs für Schwierigkeiten gesorgt. Abu Eisheh hatte Balasem bei einem Casting aus hunderten von Kindern ausgewählt. Die Dreharbeiten selbst fanden in einem palästinensischen Flüchtlingscamp außerhalb von Amman statt. Dort heuerte das Filmteam auch einen lokalen „Location Manager“ sowie weitere junge Männer für die Produktion an. Die Szenen konnten nicht in Amman gedreht werden, da die Stadt sehr hügelig ist und Abu Eisheh eine flache Straße für den Dreh favorisierte. Durch den deutschen Szenenbildner Julian Knaack sowie visuelle Effekte wurde die Straße zum Krisengebiet umgestaltet. Kameramann Philip Henze arbeitete überwiegend mit natürlichem Licht. Das Filmteam verbrachte insgesamt anderthalb Monate in Amman. Um im Flüchtlingscamp drehen zu können, musste es sich an die Vorgaben des Camp-Oberhaupts halten, das die Regeln vorgab.
An der Produktion waren die Filmakademie Baden-Württemberg, an der Abu Eisheh studierte, sowie die jordanischen Firmen Jordan Pioneers Multimedia und Tabi360 beteiligt. Tala’vision wurde auch als eines von 24 Filmprojekten ausgewählt, das im Jahr 2019 von der jordanischen Royal Film Commission finanziell unterstützt werden sollte.

## Rezeption
Die Uraufführung von Tala’vision fand ab 18. Januar 2021 auf dem 42. Filmfestival Max Ophüls Preis statt. Aufgrund der COVID-19-Pandemie wurde das wichtigste Nachwuchsfilmfestival für Deutschland, Österreich und die Schweiz nicht wie üblich vor Ort in Kinos in Saarbrücken, sondern komplett als Online-Edition organisiert.
Die Jury des Wettbewerbs Mittellanger Film lobte Tala’vision als „einen Film von größter Poesie“ und „überzeugendes Drama, in dem die unbändige Sehnsucht nach Freiheit und vor allem nach Normalität noch lange“ nachwirke. Auch erwähnte sie die „sensible Kameraführung“ von Philip Henze, mit der die Zuschauer „stets auf Augenhöhe mit der beeindruckenden jungen Darstellerin Aesha Balasem“ blieben.
Bereits im Jahr 2020 hatte die Jury des Nachwuchspreises First Steps Philip Henze für seine „virtuose Handkamera“ und den „hypnotisierenden und intensiven Sog aus Bildern“.

## Auszeichnungen
Kameramann Philip Henze wurde 2020 bei der Verleihung des deutschen Nachwuchspreises First Steps mit dem Michael-Ballhaus-Preis geehrt. Beim Filmfestival Max Ophüls Preis 2021 gewann Tala’vision sowohl den Jury- als auch den Publikumspreis für den Besten mittellangen Spielfilm. Im Rahmen der Verleihung der Student Academy Awards 2021 wurde Murad Abu Eisheh mit Gold ausgezeichnet.